# Боровићи
Боровићи је насељено мјесто у граду Горажду, Босна и Херцеговина.

## Становништво
|         | 2013.       | 1991.         | 1981.         | 1971.         |
| Укупно  | 87 (100,0%) | 201 (100,0%)  | 237 (100,0%)  | 194 (100,0%)  |
| Бошњаци | 87 (100,0%) | 201 (100,0%)1 | 237 (100,0%)1 | 194 (100,0%)1 |

1. 1 На пописима од 1971. до 1991. Бошњаци су пописивани углавном као Муслимани.